# Jiří Rada
Jiří Rada (8. května 1929 Železný Brod – 30. září 2011 Praha) byl český malíř, grafik, kreslíř, ilustrátor, fotograf, restaurátor, hudebník (především klavírista), zakládající člen skupiny M 57.

## Život
Narodil se v Železném Brodě. Otec Josef Rada (1902–1938) byl řídící učitel a matka Marie Radová (1902–1962) modistkou, bratr Zdeněk Rada (4. února 1933 – 23. 4. 2020) byl československým reprezentantem v házené, strýc Vlastimil Rada (1895–1962) byl malířem a profesorem Akademie výtvarných umění v Praze. Jeho manželka Miluška Radová pracovala jako zdravotní sestra a syn Mgr. Martin Rada (*1968) je klavíristou, korepetitorem a pedagogem Pražské konzervatoře.
V letech 1943–1946 studoval na Odborné šperkařské škole v Turnově v oddělení rytí drahokamů a skla u profesora Karla Tučka. Následně studoval na Akademii výtvarných umění v Praze v grafické speciálce profesora Vladimíra Pukla. Po dokončení studia na Akademii výtvarných umění nastoupil v letech 1950–1953 základní vojenskou službu u Pomocně technického praporu. Od 60. až 90. let 20. století se sochařem Mojmírem Preclíkem restauroval sochy po Čechách a Moravě.
Založení Skupiny M 57 předcházelo založení skupiny M 54 v roce 1954. Skupina M 57 byla založena v roce 1957. Označení M značilo vinárnu Makarská na Malostranském náměstí, kde se scházeli absolventi Akademie výtvarného umění z malířských ateliérů Miloslava Holého, Vladimíra Pukla, sochařského ateliéru Jana Laudy a z ateliéru Jana Kavana. Čískovka 57 pak označovala rok založení. Při pravidelných schůzkách zde následně založili Skupinu M 57. Z malířských ateliérů Miloslava Holého byl zakladatelem Josef Jíra a Ladislav Karoušek, z ateliérů Vladimíra Pukla pak Jiří Rada, Jaroslav Šerých, Vladimír Tesař, František Peterka, ze sochařského ateliéru Jana Laudy Ladislav Karoušek, Jiří Novák a absolventi Vysoké školy uměleckoprůmyslové z ateliéru Jana Kavana Radko Plachta Mojmír Preclík a z ateliérů Jaroslava Holečka Jan Kavan. Pro neshody se Svazem československých výtvarných umělců byla první výstava povolena až v roce 1959.
Jiří Rada se společně s Josefem Jírou a Vladimírem Komárkem zúčastnil všech výstav Skupiny M 57. Členy skupiny sdružovala umělecká individualita, upřímnost a pravdivost.

## Citát
| „                                              | Krajina Jiřího Rady je zrcadlem člověka a měřítkem naší doby. A to jsou hodnoty, které jej, vedle výtvarných kvalit, řadí k malířům utvářejícím nosný proud české malby, lyricky akcentovaný moderní realismus." (Miroslav Cogan) „Neměnná ideová východiska tvorby, osobní postoje a samozřejmě obrazy, jimiž v 50. letech debutoval, hovoří o tom, že do samotného života Rada vstoupil v podstatě jako vyzrálá osobnost. Při tematické stálosti – maluje především krajinu, se potom jeho další umělecký vývoj soustředil na směřování k přesnější a výtvarně plnější výpovědi o narůstajících životních zkušenostech. Počáteční expresívní realismus, autentický záznam prožitku z krajiny, brzy ustoupil hlubšímu zájmu o vyjádření základních rysů a dimenzí krajiny jako součásti vesmíru i našeho života.“ (Miroslav Cogan) „Jiří Rada je poněkud zvláštním malířem. Na rozdíl od vehementního vnějšího projevu, jakoby se neustále schovával do svých namalovaných zahrádek, které jsou symbolem jistoty, klidu a tiché všeobjímající krásy, útočištěm. Tedy téma věčné a věčně subjektivizované, u něhož se pouze motivy pozměňují. V Radově tvorbě však nalézáme i jiné tematické okruhy. Zde je to zahrada plná fragmentů kmenů, domů, trav, hořících valéry šedí, zelení a bělob. Připomeňme barevně kultivované formově jisté znakové krajiny, v nichž jednotlivé barevné plochy jsou fasetami, nebo neustále opakovaný pohled z okna ateliéru, konfrontující rozkošatělou Stromovku s kubickými útvary vzdáleného sídliště.“ (Antonín Langhamer) „Hlásíme se k odkazu naší i světové moderny a chceme se tudy dobrat principu českého výtvarného projevu, jehož nejvyšší kvality v historii představuje naše gotika. Moderní umění je pro nás záležitostí slohovou. Nebudeme nalézat nové formy jen proto, aby byly nové, ale po příkladu zakladatelů moderního umění a v logickém navázání na ně, hledat tvar pro vyjádření nového obsahu. Tak, aby barva a tvar, hmota i sen, byly odrazem myšlení dnešních lidí, lidí dvacátého století. | “ |
| — Program skupiny M 57 – katalog první výstavy | |   |

## Výstavy
- 1945–1946 Výstava RU4 (Revoluční umění čtyř) s Josefem Jírou, Jiřím Malým a Stanislavem Kučerou ve Sborovém domě na Brodci. Výstavu jim umožnil evangelický farář Petr.
- 1950 Sdružení českých umělců grafiků Hollar: Členská výstava, Galerie Hollar, Praha
- 1957 Jiří Rada, Galerie mladých, U Řečických, Praha – první samostatná výstava
- 1957 Jiří Rada, Galerie mladých československých spisovatelů, Brno
- 1958–1959 Umění mladých výtvarníků Československa 1958. Obrazy a plastiky, Jízdárna Pražského hradu, Praha
- 1958–1959 Umění mladých výtvarníků Československa 1958. Obrazy a plastiky, Dům umění města Brna, Brno
- 1958 Pražský salon '58, Praha
- 1959 Mezinárodní výstava mladých výtvarníků v rámci Mezinárodního festivalu mládeže a studentstva ve Vídni
- 1959 Skupina M 57: Obrazy, sochy, grafiky, Galerie Nová síň, Praha
- 1960 Skupina M 57: Obrazy, sochy, grafiky, Galerie Václava Špály, Praha
- 1960 Výtvarní umělci Podkrkonoší, Semily
- 1961 Současné české malířství, Dům umění, Olomouc
- 1962 Skupina M 57, Galerie Nová síň, Praha
- 1962 Výstava Jaro 62, Galerii Mánes, Praha
- 1963 Přehlídka současného umění na zámku v Rychnově nad Kněžnou, Rychnov nad Kněžnou
- 1965 Skupina M 57, Galerie Nová síň, Praha
- 1965 Výstava výtvarných umělců k 20. výročí osvobození
- 1966 Jarní výstava 1966, Mánes, Praha
- 1967 Wspólczesna plastyka z Pragi, Galeria Sztuki BWA, Sopoty
- 1968 Nová tendence v tvorbě mladých českých výtvarníků: Obrazy, kresby, grafika, plastiky z šedesátých let, Východočeská galerie v Pardubicích, Pardubice
- 1968 Účast na zahajovací výstavě „Týdny v ateliéru“ v Nové síni (s J. Bauchem a L. Jiřincovou).
- 1968 Zahajovací exposice, Galerie Nová síň, Praha
- 1968 300 malířů, sochařů, grafiků 5 generací k 50 létům republiky, Praha
- 1969 Malířské sympozium, Česká Lípa
- 1969 Česká krajina, Alšova jihočeská galerie v Hluboké nad Vltavou, Hluboká nad Vltavou, České Budějovice
- 1969 Skupina M 57, Galerie Nová síň, Praha
- 1970 Tvorivá skupina M57 – Praha: Obrazy, sochy a grafiky, Galéria Cypriána Majerníka, Bratislava
- 1972 České umění 20. století z nové instalace sbírek GVU v Chebu, Galerie výtvarného umění v Chebu, Cheb
- 1973–1979 Výstavy Výtvarní umělci Pojizeří v rámci Výtvarného léta Maloskalska, podílel se na jejich přípravě
- 1974 České malířství XX. století, Oblastní galerie Liberec, Liberec
- 1977 Výstava Akademie výtvarných umění (grafické práce z let studií) v Brně, Brno
- 1978 Umění vítězného lidu. Přehlídka současného československého umění k 30. výročí Vítězného února, Praha
- 1980 Jiří Rada: Obrazy, Mojmír Preclík: Plastiky, Galerie U Řečických, Praha
- 1980 Výtvarní umělci k 35. výročí osvobození Československa Sovětskou armádou, Praha
- 1980 Jiří Rada: Obrazy, Mojmír Preclík: Plastiky, Výstavní síň Malá Skála, Malá Skála, Jablonec nad Nisou
- 1985 Vyznání životu a míru. Přehlídka československého výtvarného umění k 40. výročí osvobození Československa Sovětskou armádou, Praha
- 1985 Jiří Rada: Obrazy a kresby, Mojmír Preclík: Plastiky, Muzeum Českého ráje, Turnov, Semily
- 1985 Vyznání životu a míru. Přehlídka československého výtvarného umění k 40. výročí osvobození Československa Sovětskou armádou, Dom kultúry, Bratislava
- 1987 Obrazy a sochy. Výstava pražských členů Svazu českých výtvarných umělců, Mánes, Praha
- 1988 Krajina Českého ráje ve výtvarném umění, Krajská galerie, Hradec Králové
- 1988 Salón pražských výtvarných umělců '88, Park kultury a oddechu Julia Fučíka, Praha
- 1989 Restaurátorské umění 1948–1988, Mánes, Praha
- 1990 Výtvarné tendence, Středočeská galerie, Praha
- 1998 Skupina M57, Obecní galerie Beseda, Praha 1, Galerie města Trutnova
- 1999 Umění zrychleného času. Česká výtvarná scéna 1958–1968, Praha
- 2000 Umění zrychleného času. Česká výtvarná scéna 1958–1968, Galerie výtvarného umění v Chebu, Cheb
- 2015 Návrat domů, Galerie a muzeum Detesk, Železný Brod
- 2017 Skupina M57, Muzeum Českého ráje, Turnov